# Бутирська Марія Вікторівна
Марія Вікторівна Бутирська (нар. 28 червня 1972, Москва, Росія) - російська фігуристка, заслужений майстер спорту, перша російська чемпіонка світу в жіночому одиночному катанні, триразова чемпіонка Європи, шестикратна чемпіонка Росії. В даний час - тренер з фігурного катання.

## Біографія
Народившиеся 28 червня 1972 року.
Встала на ковзани у віці п'яти років. Перший час займалася в спортивному клубі «Вимпел» Ленінградського району міста Москви.
На чемпіонаті світу 1999 року Марія завоювала золоту медаль, зробивши заключний акорд тріумфу Росії на цьому змаганні (чотири золоті медалі з чотирьох) і ставши першою чемпіонкою світу в історії пострадянської Росії. У цьому ж сезоні Бутирська стала другою у фіналі Гран-прі 1998-1999, її випередила Тетяна Малініна з Узбекистану.
Завершила спортивну кар'єру в 2003 році. У льодових шоу виступала мало - Марія запевняє, що ніколи не любила виступати в показових програмах, які закінчують змагання, вона завжди любила саме змагатися. З тих пір працює тренером, в основному з маленькими дітьми.

## Кар'єра

### Початко кар'єри
У дитинстві Бутирська тренувалася Іриною Ніфонтовою протягом восьми років. Вона вважала її дуже талановитою і працьовитою дитиною, Марія була кращою в групі, перемагала на всіх дитячих змаганнях. Через кілька років тренер пішла в декрет і Марія потрапила в групу до іншого тренера, з яким стосунки не склалися, у Бутирської було кілька тренерів, один з яких сказав їй, що у неї немає таланту. Він гнобив її і переконував у тому, що вона бездарність, в результаті оголосив її безперспективною і наполіг, щоб її виключили зі школи фігурного катання ЦСКА. Марія не каталася кілька місяців, втратила віру в себе і набрала зайву вагу. Коли перша наставниця дізналася про це, переконала улюблену ученицю продовжити кататися, і влаштувала Марію в групу Володимира Ковальова. Він поліпшив свої обов'язкові цифри, але потім був виключений зі змагань. Після того, як Ковальов перебрався до Греції. У 1991 році Марія перейшла до відомого тренеру Віктора Кудрявцева, поки він не сказав їй, що вона технічно технічно, але він не міг допомогти їй подумки. Її тренером стала Олена Чайковська. Марія зазначає, що чудову техніку катання і виконання стрибків вона була зобов'язана Віктору Миколайовичу. Але домогтися успіху Марії допомогла співпраця зі знаменитим радянським тренером Оленою Чайковською. Марія вважає, що саме Олена Анатоліївна допомогла їй набути впевненості в собі і повірити, що вона може стати чемпіонкою світу і Європи і знайти свій індивідуальний «балетний» стиль. Програми Марії також відрізнялися частим використанням класичної музики.
Бутирська змагалася за Радянський Союз до його розпаду, а потім стала представляти Росію. Вона перша перемогла таких ветеранів як Хосе Чойнар та Тоня Гардінг в 1992 році на Skate Canada International, в довільному виступі, а потім зайняла 5-те місце в своєму дебютному чемпіонаті Європи. На чемпіонаті світу 1993 року Бутирська не пройшла відбіркового раунду, в результаті чого в Олімпійських іграх 1994 року в Росії не було жодного жіночого одиночного виступу. У сезоні 1993-94 року вона посіла  друге місце в Національному відборі після Ольги Маркової  та 4-те місце після Маркової на Європейському чемпіонаті.

### Сезони: 1994-95 - 1997-98 років
Бутирська завоювала свій національний титул в Росії у сезоні 1994-95. На чемпіонаті Європи 1995 року вона була третьою після короткої програми, але її довільна програма опустила її до 7-го. Товаришів по команді зайняли Ольга Маркова (2-га) та Ірина Слуцька (5-та). Вона знову пропустила  чемпіонат світу.
Бутирська знову з'явилась в сезоні 1995-96 років, вигравши срібло поступившись Мішель Кван на Кубку Націй 1995 року. Вона кваліфікувалась на перший в історії Grand Prix of Figure Skating Final, де вона посіла сьоме місце. Вона була однією з двох жінок, яка обіграла Кван в цьому році в Centennial on Ice, взявши срібло поступившись Слуцькій. Бутирська завоювала свою першу європейську медаль, бронзу, на чемпіонаті Європи 1996 року. На чемпіонаті світу 1996 року в Едмонтоні вона пропустила потрійну петлю в кінці свого довільного виступу і зайняла 4-е місце, програвши бронзу Слуцькій.
У 1996-97 роках Бутирська зберегла свій статус однієї з кращих фігуристок в світі. Після закінчення 10-ю в 1996 році в Skate America, вона взяла срібну медаль в 1996 Trophée Lalique, взявши дурге місце після Кван, але випередивши зірку Тару Ліпінські. Посівге друге місце в короткій програмі на фіналі Гран-прі, вона опустилася до четвертого місця після того як пропустила свій потрійний лутц у довільному виступі. На чемпіонаті Європи 1997 року її дев'ята рейтингова коротка програма не дозволила їй зійти на подіум, незважаючи на те, що вона зайняла друге місце в довгій програмі. На чемпіонаті світу 1997 року в Лозанні вона посіла третє місце в короткій програмі, але її виступ в  довільній програмі опустив її до 5-го місця.
Бутирська виграла свій перший титул чемпіона Європи на чемпіонаті Європи 1998 року. У п'ятій за ліком короткій програмі вона виконала сім трійок в довгій програмі, щоб повалити дворазову чемпіонку Ірину Слуцьку. Вона також виграла срібло на Гран-прі цього ж року, Таня Шевченко (3), яка двічі премагала її в цьому сезоні. Бутирська була обрана для представлення Росії на зимових Олімпійських іграх 1998 року та зайняла 4-е місце в Нагано, де вона відстала від бронзового призера Чень Лу. Вона взяла свою першу Всесвітню медаль, бронзу, на Чемпіонаті світу 1998 року. Вона закінчила після срібної медалістки Слуцької.

### Сезони 1998–99 - 2001–02 років
У сезоні 1998-99 років Бутирська повторювалася як чемпіон Європи. Вона взяла срібло поступившись узбецькій фігуристці Тетяні Малініній на фіналі Гран-прі цього року, двічі впавши в довгій програмі. Бутирська тоді виграла золото на Чемпіонаті світу 1999 року, випередивши чемпіона світу Мішель Кван.
Машина Бутирської вибухнула за межами її московської квартири 23 грудня 1999 року. Вона сказала: «Я не бачу ніякої іншої причини для цього, крім ревнощів, чистих людських ревнощів». Чайковська заявила: «За мої 40 років теренерської кар'єри я ніколи не бачила нічого подібного. Думаю, саме ця кримінальна хвиля останнім часом перебрали наші міста і життя ». Вступивши на чемпіонат Росії в якості п'ятикратного чемпіона, Бутирська посіла друге місце після Ірини Слуцької, а потім зайняла 3-є місце на фіналі Гран-прі поступившись Слуцькій та Кван. На чемпіонаті Європи 2000 року Бутирська зайняла четверте місце в короткій програмі, але пішла зі срібною медаллю після довгої програми, що містить шість трійок, включаючи потрійну потрійну послідовність. На чемпіонаті світу 2000 року вона посіла перше місце в короткій програмі, отримавши десять 5.9s. У 2000 році «Нью-Йорк таймс» описало коротку програму Бутирської ( «Сцена д'амур» Сари Брайтман) як «плавне, ліричний катання ... виконання рідкісної елегантності та краси». Вона опустилася до третього місця після того, як пропустила два потрійних сети в своїй довгій програмі і була нагороджена бронзою, її третьої Всесвітньої медаллю.
У сезоні 2000-01, Бутирська початку спробувала потрійні стрибки в своїх коротких програмах і виграла Кубок Спаркассена 2000 року та 2000 Trophée Lalique.  Бутирська виграла бронзу на Національному відборі і срібло на чемпіонаті Європи 2001 року, заваршивши позаду Слуцької на обох змаганнях.
У сезоні 2001-02 Бутирська була єдиною жінкою, яка виграла обидва  Гран-прі і увійшла до Фіналу Гран-прі в якості гловоного претендента на перемогу, але зайняла четверте місце. Вона виграла свій третій титул в Європі на чемпіонаті Європи 2002 року, вперше перемігши в Слуцьку. Вона посіла шосте місце на своїх других Олімпійських іграх та закінчила свою любительську кар'єру на чемпіонаті світу 2002 року, вийшовши зі змагання після поганого катання у відбірковому раунді.

### Пізніша кар'єра
Після відходу зі змагань Бутирська почала тренуватися, працюючи в основному з молодими фігуристами. Вона заснувала в Школу катання на Олімпійських іграх в Москві.

## Особисте життя
Влітку 2006 року Бутирська вийшла заміж за хокеїста Вадима Хомицького. Він на 10 років молодший за неї. Їх перша дитина, син Владислав, народився 16 квітня 2007 року. 3 червня 2009 року народилась їх друга дитина, дочка. Їх третя дитина народилась в травні 2017 року..

## Програма
| Сезони    | Коротка програма(фігурне катання)                            | Довільна програма |
| --------- | ------------------------------------------------------------ | --- |
| 2001–2002 | - Melody of the White Nights Шварц Ісаак Йосипович           | - Tale of Wandering Шнітке Альфред Гаррійович - Сімнадцять миттєвостей весни (телесеріал) Тарівердієв Мікаел Леонович |
| 2000–2001 | - Scene d'Amour Франсіс Ле виконала Сара Брайтман            | - Сімнадцять миттєвостей весни (телесеріал) Тарівердієв Мікаел Леонович                                               |
| 1999–2000 | - Scene d'Amour Франсіс Ле виконала Сара Брайтан             | - Лебедине озеро Чайковський Петро Ілліч                                                                              |
| 1998–1999 | - St. James Infirmary Blues Irving Mills                     | - Otonal Raúl di Blasio                                                                                               |
| 1997–1998 | - Fever Eddie Cooley та Otis Blackwell                       | - Otonal Raúl di Blasio                                                                                               |
| 1996–1997 | - Songs from the Victorious City Anne Dudley and Jaz Coleman | - Malagueña Ernesto Lecuona                                                                                           |
| 1995–1996 | - Beyond Cool Lucky Peterson                                 | - Malagueña Ernesto Lecuona                                                                                           |

## Спортивні досягнення
| Міжнародні                               | Міжнародні | Міжнародні | Міжнародні | Міжнародні | Міжнародні | Міжнародні | Міжнародні | Міжнародні | Міжнародні | Міжнародні | Міжнародні | Міжнародні | Міжнародні |
| Змагання                                 | 89–90      | 90–91      | 91–92      | 92–93      | 93–94      | 94–95      | 95–96      | 96–97      | 97–98      | 98–99      | 99–00      | 00–01      | 01–02      |
| ---------------------------------------- | ---------- | ---------- | ---------- | ---------- | ---------- | ---------- | ---------- | ---------- | ---------- | ---------- | ---------- | ---------- | ---------- |
| Зимові Олімпійські ігри                  |            |            |            |            |            |            |            |            | 4th        |            |            |            | 6th        |
| Чемпіонат світу з фігурного катання      |            |            |            | 29th       |            |            | 4th        | 5th        | 3rd        | 1st        | 3rd        | 4th        | WD         |
| European Champ.                          |            |            |            | 5th        | 4th        | 7th        | 3rd        | 4th        | 1st        | 1st        | 2nd        | 2nd        | 1st        |
| GP Final                                 |            |            |            |            |            |            | 7th        | 4th        | 3rd        | 2nd        | 3rd        | 4th        | 4th        |
| GP Lalique                               |            |            |            |            |            |            |            | 2nd        |            | 1st        | 1st        | 1st        | 1st        |
| GP Nations/Spark.                        |            |            |            |            |            |            | 2nd        |            |            | 3rd        | 1st        | 1st        | 1st        |
| GP NHK Trophy                            |            |            |            |            |            |            | 5th        | 1st        | 2nd        |            | 1st        | 2nd        |            |
| GP Skate America                         |            |            |            |            |            |            |            | 10th       |            | 1st        |            |            |            |
| GP Skate Canada                          |            |            |            |            |            |            |            |            | 2nd        |            |            |            |            |
| Finlandia Trophy                         |            |            |            |            |            |            | 4th        | 1st        |            |            |            |            |            |
| Goodwill Games                           |            |            |            |            |            | 3rd        |            |            |            |            |            |            |            |
| Nations Cup                              |            |            | 7th        |            | 6th        | 8th        |            |            |            |            |            |            |            |
| NHK Trophy                               |            |            |            | 5th        |            |            |            |            |            |            |            |            |            |
| Nebelhorn Trophy                         |            | 3rd        | 3rd        |            |            |            |            |            |            |            |            |            |            |
| Piruetten                                | 2nd        |            |            |            | 8th        |            |            |            |            |            |            |            |            |
| Schäfer Memorial                         |            |            |            |            |            | 3rd        |            |            |            |            |            |            |            |
| Skate Canada                             |            |            |            | 1st        |            |            |            |            |            |            |            |            |            |
| Trophée de France                        |            |            |            |            |            | 5th        |            |            |            |            |            |            |            |
| Національні                              |            |            |            |            |            |            |            |            |            |            |            |            |            |
| Чемпіонат Росії з фігурного катання      |            |            |            | 1st        | 2nd        | 1st        | 1st        | 1st        | 1st        | 1st        | 2nd        | 3rd        | 2nd        |
| Радянський чемпіонат з фігурного катання |            |            | 3rd        |            |            |            |            |            |            |            |            |            |            |
| WD = Withdrew                            |            |            |            |            |            |            |            |            |            |            |            |            |            |